# Dieter Brenninger
Dieter Brenninger (ur. 16 lutego 1944 w Altenerding) – niemiecki piłkarz występujący na pozycji napastnika. Większość zawodowej kariery spędził w niemieckiej Bundeslidze, gdzie zdobył łącznie 6 trofeów (4x Puchar Niemiec, 1x Mistrzostwo Niemiec, 1x Puchar Zdobywców Pucharu). Wszystkie z wymienionych tytułów zdobył, grając dla Bayernu Monachium.

## Kariera
Dieter Brenninger urodził się w Altenerding, a sportową karierę rozpoczął w SpVgg Altenerding. W roku 1962 przeniósł się do Bayernu Monachium, a w 1965 r. awansował z drużyną do niemieckiej Bundesligi. W tym klubie osiągnął największe sukcesy, zdobywając Puchar Niemiec cztery razy (w latach 1966, 1967, 1969 i 1971). Ponadto w sezonie 1968/1969 zespół Bayernu zdobył Mistrzostwo Niemiec. Największym sportowym sukcesem Brenningera był triumf w Pucharze Zdobywców Pucharów w 1967 roku W tym meczu klub z Niemiec pokonał Rangers F.C.wynikiem 1:0.
Brenninger rozegrał 333 meczów dla Bayernu Monachium, zdobywając 129 bramek oraz 46 asyst. W roku 1972 zmienił klub na BSC Young Boys. Następnymi drużynami Dietera były kolejno VfB Stuttgart, 1860 Rosenheim, SpVgg Altenerding, gdzie w sezonie 1978/1979 zakończył karierę. Dieter „Mucki” Brenninger zaliczył jeden występ w reprezentacji Niemiec w 1969 roku przeciwko Austrii w meczu eliminacyjnym do Mistrzostw Świata.